# Manoir de la Grande Palud
Le manoir de la Grande Palud est un édifice situé à La Forest-Landerneau en France.

## Localisation
Le manoir est situé sur le territoire de la commune de La Forest-Landerneau, dans le département du Finistère en région Bretagne.

## Description
Malmené au fil du temps, ce grand manoir, partiellement démembré, a vu son insertion paysagère bouleversée et ses dépendances disparaître graduellement pour céder la place à plusieurs établissements industriels. D'apparence austère, le logis conserve néanmoins plusieurs atouts comme sa typologie, des particularismes architecturaux (sa grande élévation ou sa porte d'entrée ouvrant directement dans la tour), sa distribution générale bien préservée ainsi que la présence d'éléments de qualité (charpente).À L'intérieur, dans une des salles, on peut voir des poutres avec des traces de polychromies avec phylactères et inscriptions,.

## Historique
Le manoir est inscrit partiellement au titre des monuments historiques par arrêté du 3 octobre 2014.

## Protection
Éléments protégés : le manoir, à savoir le logis en totalité, les murs de clôture et les terrains d'assiette de la cour et du jardin (à l'exclusion de la dépendance située dans la cour).